# Й
Й هو حرف من حروف الأبجدية السيريلية. أنشئ هذا الحرف من الحرف السيريلي И. هو الحرف الحادي عشر في الأبجدية الروسية، اسمه بالروسية هو И краткое (آي كراتكوي؛ أو "آي القصيرة").
وهو الحرف العاشر في الأبجدية البلغارية. وهو الحرف الرابع عشر في الأبجدية الأوكرانية، اسمه بالأوكرانية هو Йот، (يوت) أو Ий (آيي). الحرف الحادي عشر في الأبجدية البيلاروسية، برغم من ذلك، هذا الحرف لا يستخدم في البيلاروسية.
في المقدونية والصربو- كرواتية، الحرف Ј يستعمل لتقديم نفس الصوت. الأبجديات السلافية الأخرى التي تستعمل نظام الكتابة اللاتيني كالبولندية، الصربية، والتشيكية الحرف J يستخدم لتقديم نفس الغرض.